# 岩下军用仓库
岩下军用仓库，位于中国广东省河源市连平县陂头镇莲光村岩下，为河源市连平县的一个县级文物保护单位，类型为近现代重要史迹及代表性建筑，公布时间为1985年4月。
岩下军用仓库的历史年代为民国。